# Harchuf
Harchuf (23. století př. n. l.) byl egyptským cestovatelem a místodržícím v Horním Egyptě. Jeho jméno je někdy také hláskované jako Herchuf, Horchuf nebo Hirchuf. Je nejstarším jménem známým cestovatelem. Narodil se na nilském říčním ostrově Elefantině. Vše co je známo o jeho životě, pochází ze záznamu na náhrobku z jeho hrobky v Qubbet el-Hawa na západním břehu Nilu u Asuánu, v blízkosti prvního nilského kataraktu. Nápis v jeho soukromé hrobce označovaný jako Harchufova autobiografie je pro egyptologii významným jako jeden ze dvou nejdůležitějších a nejslavnějších autobiografických nápisů úředníka Staré říše.
Harchuf sloužil králům 6. dynastie, jejímu čtvrtému králi Merenreovi I. (asi 2255–2246 př. n. l.) a jejímu poslednímu mocnému králi Pepimu II. (asi 2246–2152 př. n. l.). Byl jmenován místodržícím Horního Egypta. Jeho hlavní povinností byl obchod s Núbií, navazování politických vazeb s tamními vůdci a příprava půdy pro egyptskou expanzi do Núbie. Do Núbie vedl čtyři velké výpravy. Jeho písemná zpráva o těchto expedicích je v současné době nejdůležitějším zdrojem vztahů Egypta s Núbií.
V období okolo roku 2270 př. n. l. podnikl z pověření faraonů Merenréa a Pepiho několik expedic dále na jih. Cestoval z Asuánu přes Dongolu do Kordofánu či Dárfúru, kde objevil vzácná dřeva, která spolu s kadidlem a slonovinou přivezl zpět do Egypta. Dle své korespondence s mladým faraonem Pepim II. na svých cestách spatřil a popsal lidi nízkého vzrůstu a přivezl s sebou z poslední expedice údajně trpaslíka, podle všeho Pygmeje.
Na své cestě urazil značnou vzdálenost do země zvané Jamu, což pravděpodobně odpovídá úrodné planině otevírající se jižně od moderního Chartúmu, kde se Modrý Nil spojuje s Bílým Nilem. Francouzský egyptolog Jean Yoyotte (1927–2009) se však domníval, že se země Jam nachází více na severu v Libyjské poušti.
Nápisy uvnitř Harchufovy hrobky odrážejí změny vnímání egyptského světa, ke kterým došlo ke konci Staré říše a během První přechodné doby, kdy se osoba krále stala více lidskou a projevovala emoce a zájmy, když král komentoval osobu vedoucí morální život, která pomáhá bližnímu svému: „Hladovým jsem dal chléb, nahým oblečení, přepravil jsem toho, kdo neměl loď.“

## Reference

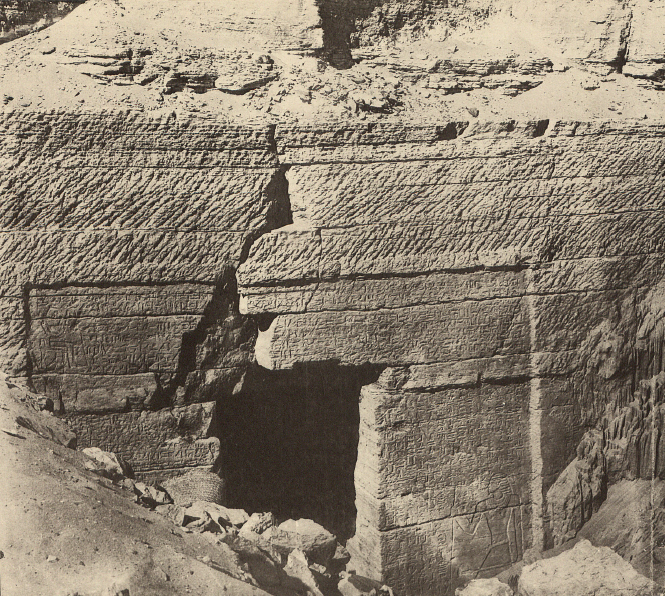
Vchod do Harchufovy hrobky, kolem roku 1890